# Coastwatchers

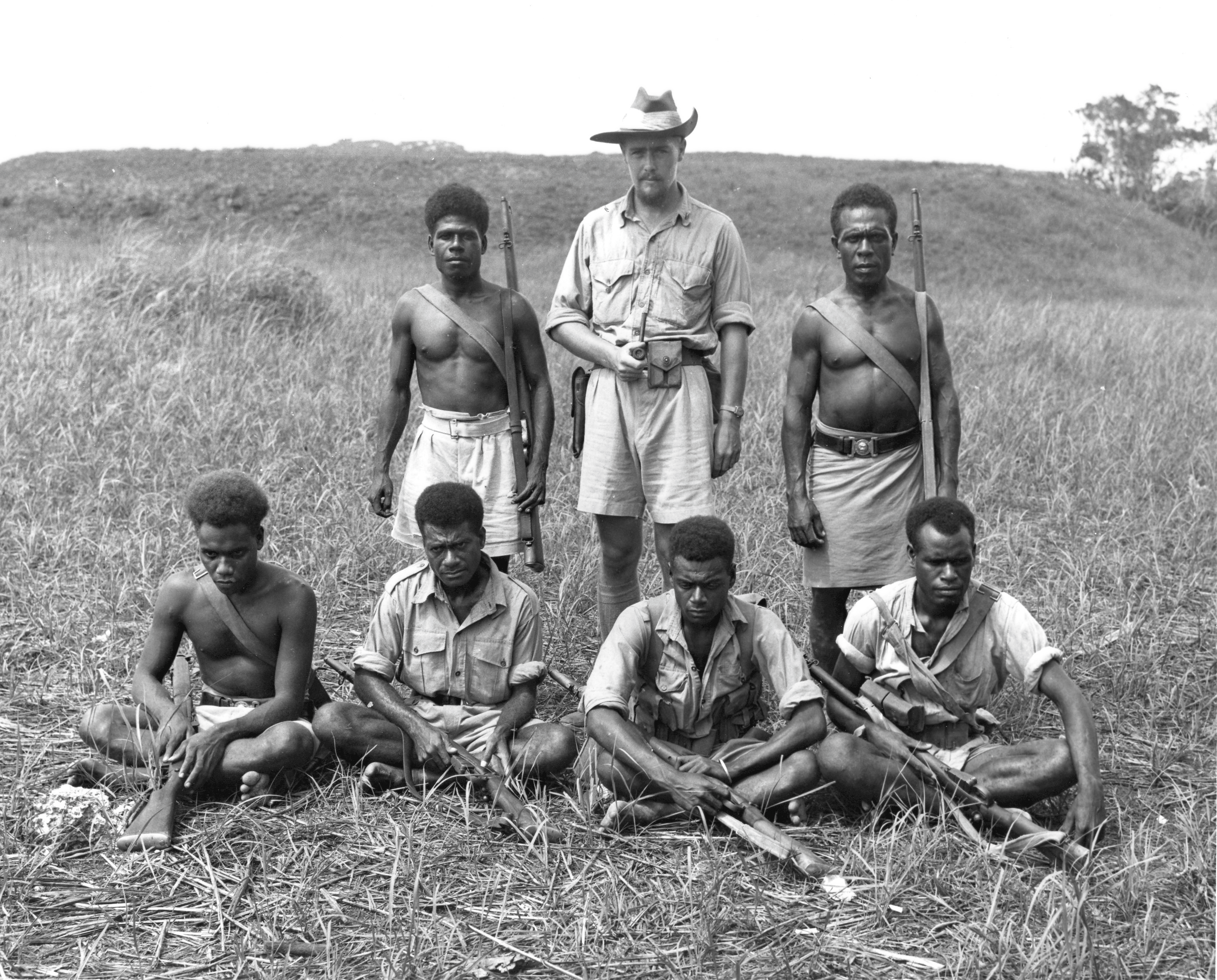
Le capitaine (au centre), un coastwatcher de Guadalcanal, en compagnie de certains de ses éclaireurs indigènes. Clemens était officier de district du gouvernement britannique des Salomon avant la guerre. Ayant rejoint les lignes américaines, il mit sur pied une force d'éclaireurs constituée par des habitants de l'île, qui fournit de précieux renseignements tout au long de la campagne.

Les Coastwatchers (Observateurs côtiers en français), également connus sous les noms d'Organisation des observateurs côtiers, de Field Intelligence Service et de Section « C » Allied Intelligence Bureau, étaient les agents de renseignement militaire alliés stationnés sur des îles isolées du Pacifique durant la Seconde Guerre mondiale pour observer les mouvements ennemis et de sauvetage de personnels alliés. Ils ont joué un rôle significatif dans le théâtre de l'océan Pacifique et dans le théâtre du sud-ouest du Pacifique, en particulier en tant que réseau d'alerte avancée au cours de la bataille de Guadalcanal.

## Présentation
Il y avait environ 400 observateurs côtiers en tout. Ils étaient pour la plupart des officiers militaires australiens, des militaires néo-zélandais, des insulaires du Pacifique et des prisonniers de guerre alliés évadés.
L'organisation des observateurs côtiers australiens était dirigée par le lieutenant-commandant Eric Feldt, qui était basé à Townsville, en Australie. Leurs actions ont été particulièrement importantes dans la surveillance des activités japonaises dans environ un millier d'îles qui composent les Salomon.
Beaucoup de son personnel ayant pris part à des opérations d'observation côtiers derrière les lignes ennemies étaient des officiers de la Royal Australian Navy Volunteer Reserve (RANVR), afin de les protéger en cas de capture, bien que ce ne fût pas toujours reconnu par les militaires japonais, qui ont exécuté plusieurs d'entre eux pour espionnage. Le nombre d'observateurs côtiers ont été complétés par des militaires alliés échappés et même des civils. Dans un cas, trois missionnaires allemands ont aidé les observateurs côtiers après avoir échappé à la captivité japonaise, même si l'Allemagne était un allié du Japon.
Feldt choisit « Ferdinand » comme nom de code pour son organisation, d'un livre populaire pour enfants au sujet d'un taureau, The Story of Ferdinand. Il a expliqué cela en disant :
« Ferdinand… ne combat pas, mais assis sous un arbre et sentait seulement les fleurs. Elle se voulait un rappel aux observateurs côtiers que ce n'était pas leur devoir de combattre et ainsi attirer l'attention sur eux-mêmes, mais à s'assoir avec circonspection et discrètement, pour faire la collecte d'informations. Bien entendu, comme leur prototype en titre, ils pouvaient se battre s'ils étaient attaqués. »
En juin 1942, « Ferdinand » est devenu une partie de l'Allied Intelligence Bureau, qui était sous le commandement du South West Pacific Area (SWPA). cependant, Feldt se rapportait aux deux, soit le GHQ, le SWPA, à Brisbane et la Fleet Radio Unit à Melbourne (FRUMEL), qui était sous le commandement du Pacific Ocean Areas.
Une position analogue fut tenue par John Howard Griffin, l'acteur de Black Like Me.

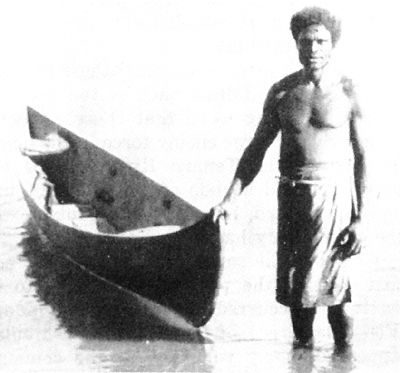
Jacob C. Vouza, observateur côtiers, durant la campagne de Guadalcanal (août 1942).

## Source
- (en) Cet article est partiellement ou en totalité issu de l’article de Wikipédia en anglais intitulé « Coastwatchers » (voir la liste des auteurs).